# NGC 7551
NGC 7551 – galaktyka spiralna (S), znajdująca się w gwiazdozbiorze Pegaza. Odkrył ją Albert Marth 3 listopada 1864 roku. Niektóre katalogi (np. baza SIMBAD) błędnie podają, że NGC 7551 to galaktyka NGC 7540. 